# Олівія Ченері
Олівія Ченері (анг. Olivia Chenery, *11 березня 1989 Лондон, Англія) — англійська акторка, найбільше відома роллю королеви Марії Стюарт у телесеріалі "Королеви".

## Біографія
Народилась 11 березня 1989 року в Лондоні, Англія. В 2012 році розпочала кар'єру акторки. Батько Джуліан Ченері актор, письменник та пролюсер. Одружена з актором Крісом Грірсоном.

## Фільмографія
- 2022 Життя Джима Белчера — Леді Ебішейл[5]
- 2021 Куленепробивний (3 сезон) — Скарлет Гейлтон
- 2021 Один (1 сезон) — Голлі
- 2019 Молодий Морс (6 сезон) — Ісла Феїрфорд
- 2017 Вихід — Алана
- 2017 Королеви — Марія І Стюарт
- 2014 Аномалія — Сенді